# Цюм
Цюм (нід. Tzum, нід. вимова: [tsʏm]) — село в нідерландській провінції Фрисландія. Входить до муніципалітету Вадхуке.
Його площа становить 14,20км², а населення станом на 2021 рік складало 1 105 осіб.
Відоме 72-метровою вежою місцевої церкви.

## Галерея

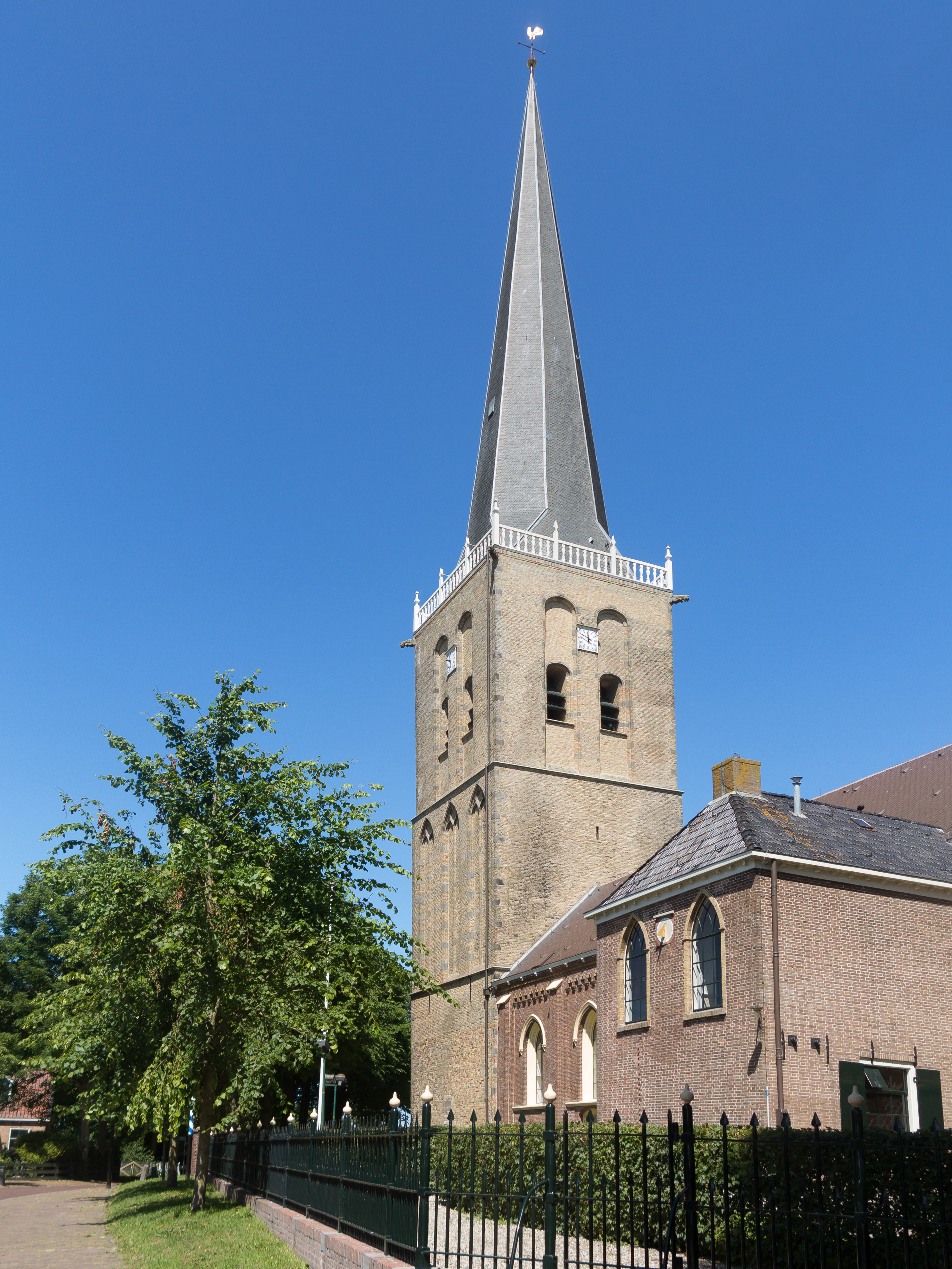
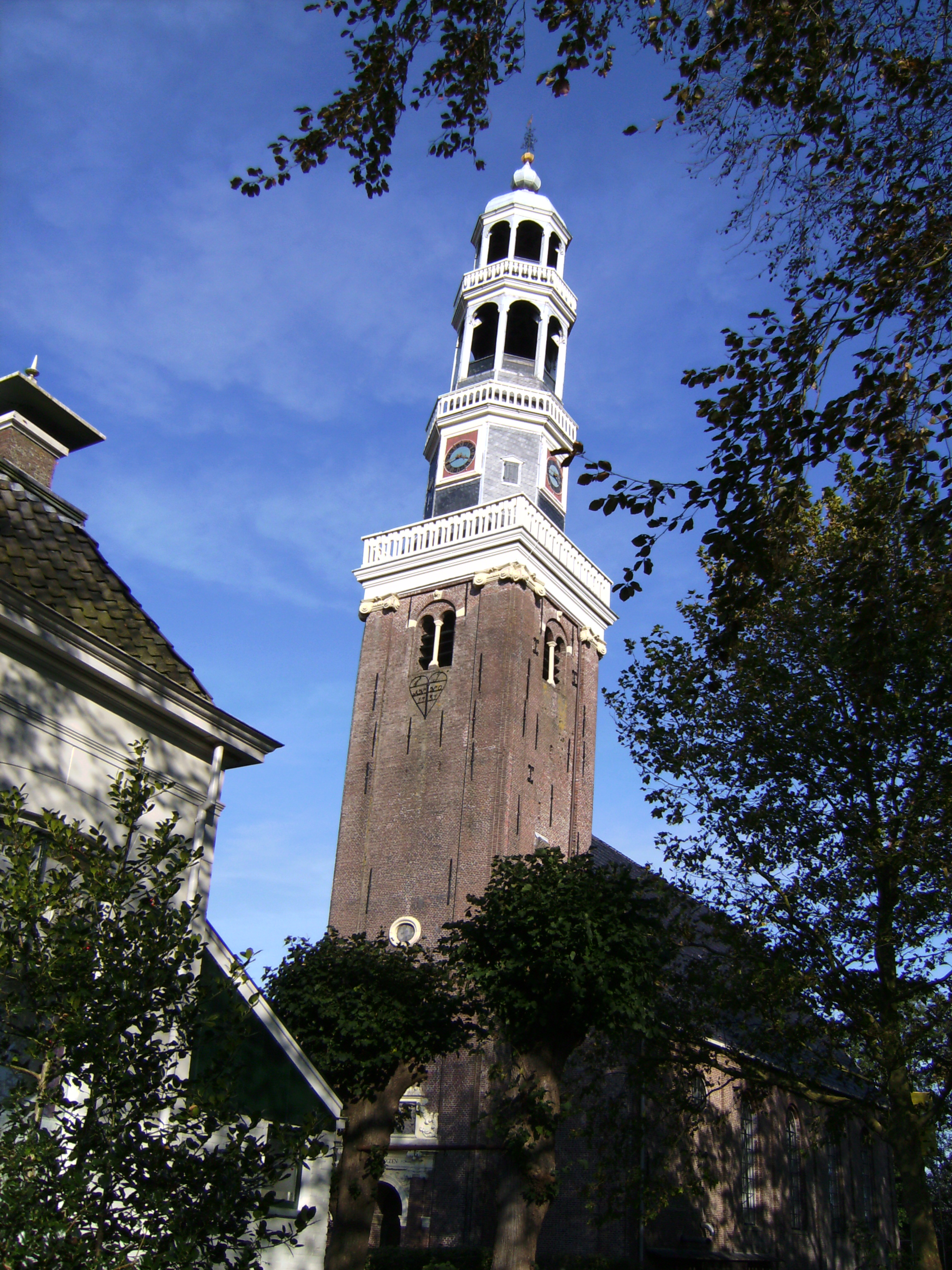
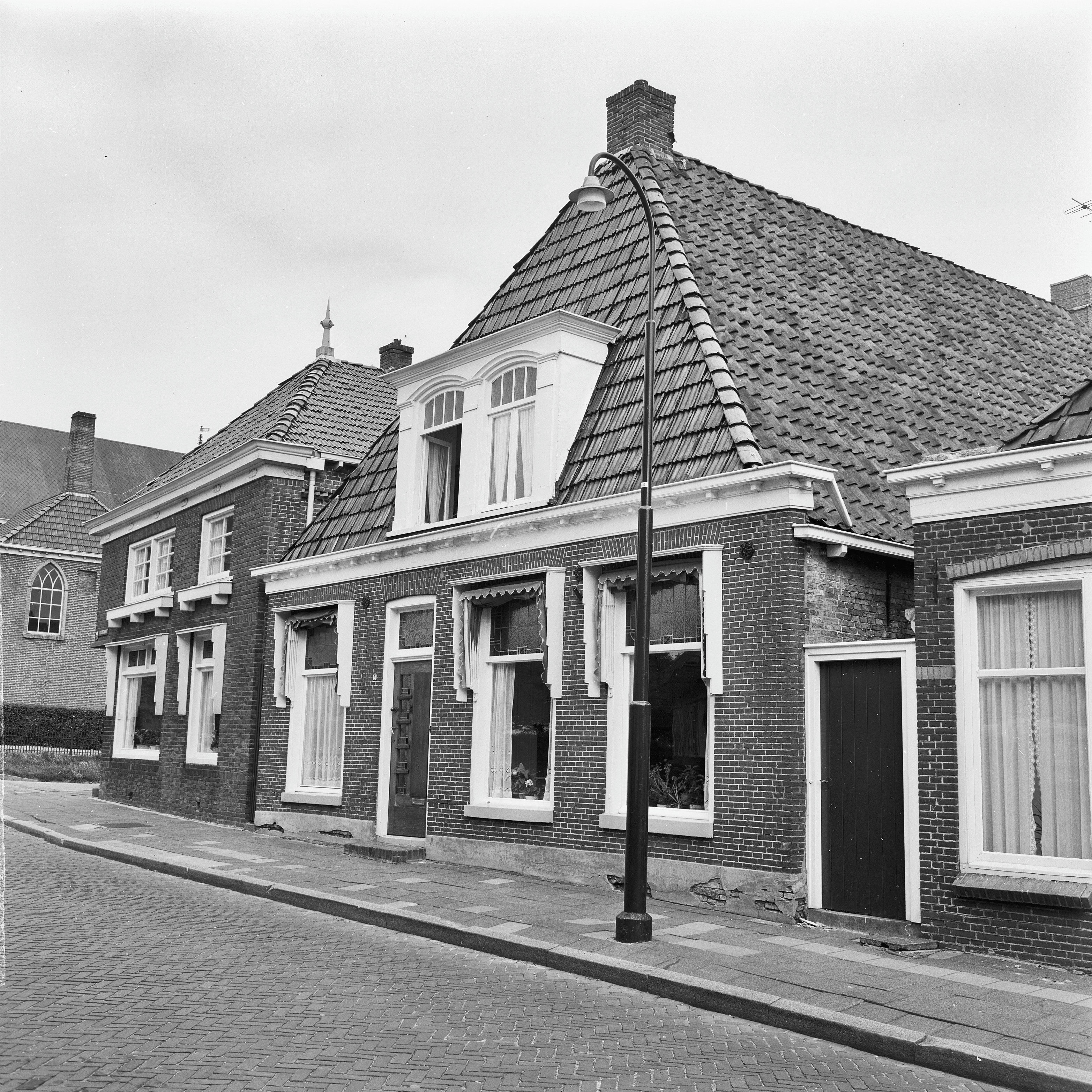
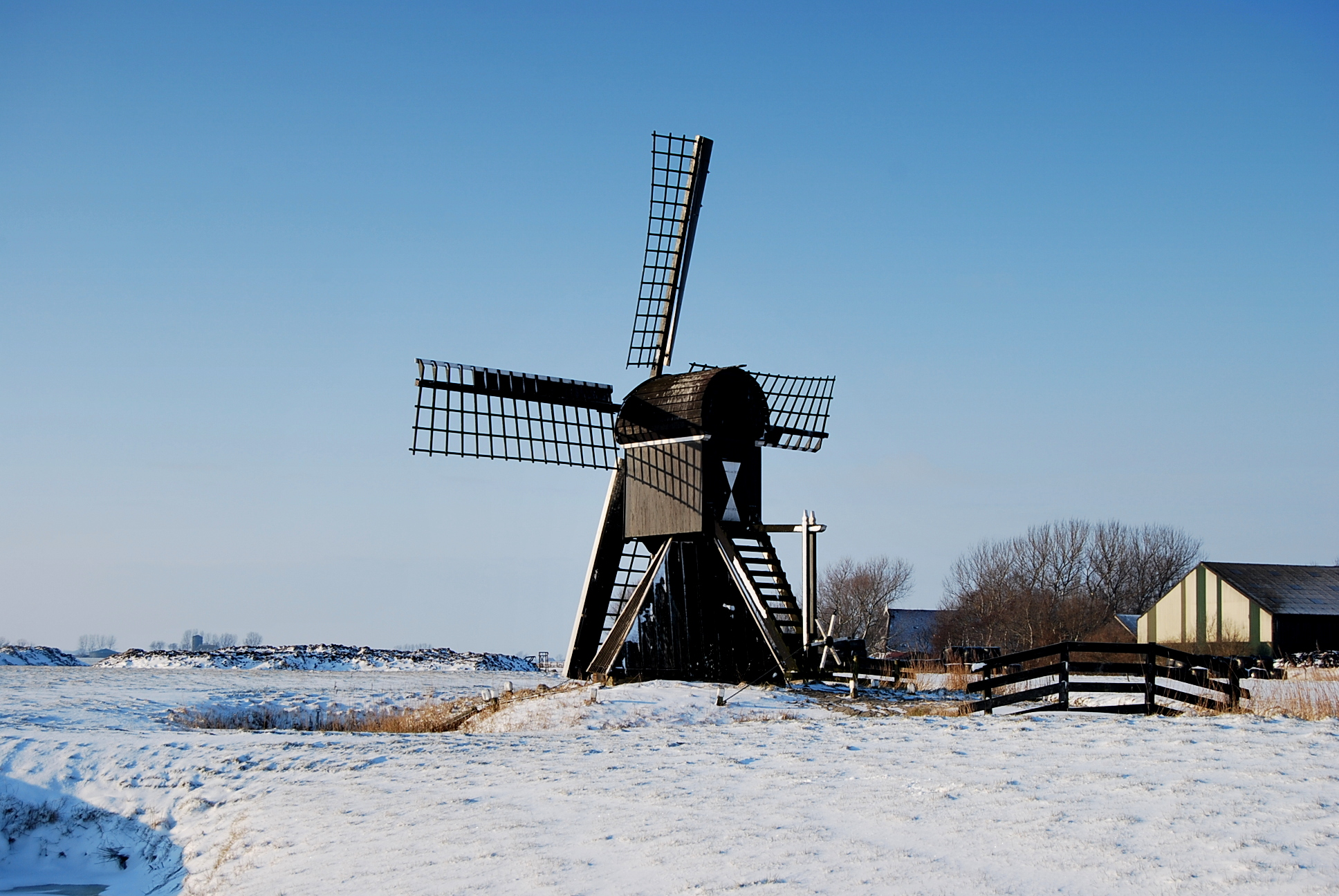